# The Light (chanson)
Pour les articles homonymes, voir The Light.
Singles de Common
The 6th Sense
(2000) Geto Heaven Remix T.S.O.I. (The Sound of Illadelph)
(2001)
Pistes de Like Water for Chocolate
Dooinit Funky For You
The Light est une chanson du rappeur Common. C'est le 2e single extrait de son 4e album Like Water for Chocolate.

## Samples
The Light contient des samples de Open Your Eyes de Bobby Caldwell et des percussions de You're Getting a Little too Smart des Detroit Emeralds. 

## Clip
Dans le clip, réalisé par Nzingha Stuart, on retrouve Common ainsi qu'Erykah Badu, la compagne du chanteur à l'époque.

## The Lightversion 2008
The Light '08 (It's Love), est un remake du titre de Common par Just Blaze avec un featuring de Marsha Ambrosius. Le titre est donc sorti en 2008 pour une campagne publicitaire de la marque d'alcool Smirnoff.